# 806年
| 千纪： | 1千纪                                                                                           |
| 世纪： | 8世纪 \| 9世纪 \| 10世纪                                                                        |
| 年代： | 770年代 \| 780年代 \| 790年代 \| 800年代 \| 810年代 \| 820年代 \| 830年代                       |
| 年份： | 801年 \| 802年 \| 803年 \| 804年 \| 805年 \| 806年 \| 807年 \| 808年 \| 809年 \| 810年 \| 811年 |
| 纪年： | 丙戌年（狗年）；唐元和元年；南诏上元二十三年；日本延曆二十五年，大同元年；渤海国正曆十二年      |

## 大事记
- 唐憲宗以高崇文討平劍南西川節度使劉闢割據勢力，是元和中興中央攻略的第一步。 。
- 日本平城天皇即位，為第51代天皇
- 斯拉夫文德人向查理曼臣服。
- 查理曼將法蘭克帝國分給三個嫡子。

## 逝世
- 2月11日——唐順宗李誦，唐朝第13代皇帝（除武則天以外），唐德宗李适長子。
- 4月9日——桓武天皇，日本第50代天皇。
- 12月12日——劉闢，唐朝劍南西川節度使。